# Kasper Høgh
Kasper Høgh (Randers, 2000. december 6. –) dán korosztályos válogatott labdarúgó, a norvég Stabæk csatárja.

## Pályafutása

### Klubcsapatokban
Høgh a dániai Randers városában született. Az ifjúsági pályafutását a Vorup csapatában kezdte, majd a Randers akadémiájánál folytatta.
2019-ben mutatkozott be a Randers első osztályban szereplő felnőtt keretében. 2019-ben az izlandi Valur csapatát erősítette kölcsönben. 2021-ben a Hobrohoz igazolt. 2022. január 21-én 4½ éves szerződést kötött az Aalborg együttesével. 2022. február 20-án, a Midtjylland ellen 2–0-ra megnyert bajnokin debütált és egyben megszerezte első gólját is a klub színeiben. A 2023-as szezonban a norvég első osztályban érdekelt Stabæknél szerepelt kölcsönben. A lehetőséggel élve, 2023. augusztus 1-jén aláírt a norvég klubhoz.

### A válogatottban
Høgh az U18-as és az U19-es korosztályú válogatottakban is képviselte Dániát.

## Statisztikák
2023. július 29. szerint
| Klub               | Szezon   | Osztály             | Bajnokság | Bajnokság | Kupa  | Kupa | Nemzetközi | Nemzetközi | Összesen | Összesen |
| Klub               | Szezon   | Osztály             | Meccs     | Gól       | Meccs | Gól  | Meccs      | Gól        | Meccs    | Gól      |
| ------------------ | -------- | ------------------- | --------- | --------- | ----- | ---- | ---------- | ---------- | -------- | -------- |
| Randers            | 2017–18  | Danish Superliga    | 2         | 0         | 0     | 0    | —          | —          | 2        | 0        |
| Randers            | 2018–19  | Danish Superliga    | 2         | 0         | 1     | 0    | —          | —          | 3        | 0        |
| Randers            | 2019–20  | Danish Superliga    | 8         | 0         | 4     | 1    | —          | —          | 12       | 1        |
| Randers            | 2020–21  | Danish Superliga    | 4         | 0         | 1     | 0    | —          | —          | 5        | 0        |
| Randers            | Összesen | Összesen            | 16        | 0         | 6     | 1    | 0          | 0          | 22       | 1        |
| Valur (kölcsönben) | 2020     | Pepsideild          | 5         | 0         | 0     | 0    | —          | —          | 5        | 0        |
| Hobro              | 2021–22  | Danish 1st Division | 12        | 4         | 0     | 0    | —          | —          | 12       | 4        |
| Aalborg            | 2021–22  | Danish Superliga    | 16        | 3         | 0     | 0    | —          | —          | 16       | 3        |
| Aalborg            | 2022–23  | Danish Superliga    | 4         | 0         | 1     | 0    | —          | —          | 5        | 0        |
| Aalborg            | Összesen | Összesen            | 20        | 3         | 1     | 0    | 0          | 0          | 21       | 3        |
| Stabæk             | 2023     | Eliteserien         | 14        | 5         | 3     | 3    | —          | —          | 17       | 8        |
| Összesen           | Összesen | Összesen            | 67        | 12        | 10    | 4    | 0          | 0          | 77       | 16       |

## Sikerei, díjai
Randers
- Dán Kupa
  - Győztes (1): 2020–21